# 陳調鼎
陈调鼎（？—？），字汝玉，號鉉五，應天府高淳县民籍。明朝政治人物。

## 生平
江西宜春知县陈九令之孙。萬曆四十六年（1618年）戊午科应天鄉試舉人，天啓二年（1622年）壬戌科進士，授户部主事，寻督蓟州粮储，常俸之外，羡馀悉充军饷，且赈民饥寒。时魏阉方炽，鼎独耿介不阿，阉黨失败，出为浙江金衢兵备道佥事，户部以蓟饷亏额，疑其监守自盗，遂坐事被逮，卒于京。